# Susana Ruberte
Susana Ruberte Bona (1960) es una empresaria española, primera enóloga de Aragón. Es gerente del Grupo Ruberte desde 1982 y directora de Bodegas Monasterio de Veruela desde 2016.

## Trayectoria
Ruberte se formó en química en Barcelona en 1977 y, posteriormente, cursó estudios de Enología en la Escuela del Vino de la Casa de Campo de Madrid entre 1980 a 1982. Se graduó en la Universidad Rovira i Virgili en 1995 y se convirtió en la primera enóloga de Aragón.
Ruberte es gerente de Grupo Ruberte desde 1982, del que forman parte las Bodegas Ruberte, perteneciente a la Denominación de Origen Protegida Campo de Borja. Además, en 2016, fue nombrada directora de Bodegas Monasterio de Veruela, en la localidad de Ainzón y dedicadas a la elaboración de cava con Denominación de Origen. Desde esos cargos, Ruberte ha fomentado la exportación a diferentes países, como Japón, Bélgica o Alemania.

## Reconocimientos
En 2009, Ruberte fue galardonada con el XII Premio Empresaria de la Asociación Aragonesa de Mujeres Empresarias (ARAME), que le entregó su entonces presidenta María Jesús Lorente. Posteriormente, en 2022, Ruberte recibió el premio Caraues en la Feria Saborea Magallón como propietaria de Bodegas Ruberte y primera mujer enóloga en Aragón. Este reconocimiento es otorgado por el Ayuntamiento de Magallón que reconoce el trabajo de personas en favor de la viticultura y la oleicultura.